# Suszyński

Herb Suszyński

Suszyński – polski herb szlachecki, używany przez kilkanaście rodzin.

## Opis herbu
Herb blazonuje się następująco:
W polu czerwonym lub błękitnym podkowa barkiem do góry, w środku której dwie strzały żeleźcami do góry ukośnie skrzyżowane. Nad hełmem korona bez żadnego klejnotu. Wariant: w klejnocie skrzydło sępie, a przez nie strzała z żeleźcem w lewą obrócona; tymczasem pole tarczy błękitne.

## Herbowni
Tadeusz Gajl wymienia następujące rodziny herbownych:
Drugstejn (Druktejn), Hanusowski (Hanussowski), Koźlakowski, Miklaszewski, Mordwin, Posudziejowski (Posudziewski), Sulżyński, Suszyński, Szołżyński, Świątkowski (Świętkowski).

### Znani herbowni
- Suszyński Piotr, skarbnik połocki w 1788.
- Miklaszewski Michał, esauł generalny 1683, pułkownik kozacki starodubski 1689, został zabity w walce ze Szwedami w 1706. Używał herb złożony: Ostoja i Suszyński odm.